# Университетское издательство
Университетское издательство (англ. University press) — академическое издательство, специализирующееся на выпуске монографий и научных журналов.
Большинство из них являются некоммерческими организациями и неотъемлемой частью крупного учебных заведений. Такие издательства выпускают в основном академические работы, но и книги для непрофессионалов. Их продукция проходит экспертную оценку. Университетские издательства также издают учебники и справочники, которые, как правило, имеют более широкую аудиторию и имеют бо́льший тираж. Многие издательства экспериментируют с электронными публикациями.
В 2017 году была создана Ассоциация университетских издательств, насчитывающая в настоящее время более 150 членов.

## История
Издательство Кембриджского университета и издательство Оксфордского университета — два старейших и крупнейших университетских издательства в мире. У них имеется множество филиалов по всему миру, особенно в Британском Содружестве. Позже, в XVII веке, появились университетские издательства в США, старейшие из них: в Гарвард-колледже и в Кембридже. Затем в XIX веке начались массово появляться издательства и в других американских университетах.
Издательство Кембриджского университета ведет свою историю с 1534 года; Оксфордский университет начал издавать книги в 1585 году. Корнеллский университет открыл своё издательство в 1869 году, издательство Университета Джонса Хопкинса работает непрерывно с 1878 года. Затем заработали университетские издательства в Пенсильванском университете (1890), Чикагском университете (1891), Колумбийском университете (1893), Калифорнийском университете (1893) и других высших учебных заведениях Соединённых Штатов.
Ведущим шотландским академическим издательством является издательство Эдинбургского университета. Ко времени обретения независимости индии, в 1947 году, в стране существовала хорошо налаженная система университетов, а в нескольких ведущих из них были созданы университетские издательства. Одной из первых в Африке стала южноафриканская университетская типография, созданная в 1922 году в Университете Витватерсранда. В Австралии Мельбурнский университет первым учредил собственную типографию Melbourne University Publishing в 1922 году, став одним старейших университетских издательством в стране. Затем были открыты издательства в Университете Западной Австралии (1935), Квинслендском университете (1948) и Сиднейском университете (1962).
Одним из крупных университетских издательств в России являются издательство Московского университета и Сибирское университетское издательство.